# Aérodrome de Pajala
L'aérodrome de Pajala (code IATA : PJA • code OACI : ESUP) est un aéroport à Pajala, en Suède.

## Histoire
L'aéroport a été ouvert à la circulation en 1999. Avant cette ouverture, Pajala était la commune la plus inaccessible de Suède, avec près de 5 heures de voyage du centre de Stockholm (avec un vol vers Gällivare puis 140 km entre Gällivare et Pajala).
La piste a été élargie de 880 à 2 302 m en 2007, pour être en mesure de gérer de plus gros avions,. En décembre, début 2013, et après cela, l'aéroport a été utilisé pour plusieurs vols nolisés par an à partir du Royaume-Uni pour les touristes qui souhaitent voir un Noël blanc.

## Situation

### Carte des aéroports de Suède
| \| 50 km1:2 974 000 \| Montagnes · Sälen Ängelholm–Helsingborg Åre Östersund Arvidsjaur Borlänge Gällivare Göteborg-Landvetter Hagfors Halmstad Hemavan Tärnaby Jönköping Kalmar Karlstad Kiruna Kramfors-Sollefteå Linköping Luleå Lycksele Malmö Mora-Siljan Norrköping Örnsköldsvik Örebro Pajala Ronneby Skellefteå Stockholm-Arlanda Stockholm-Bromma Stockholm-Skavsta Stockholm-Västerås Sundsvall-Timrå Sveg Torsby Trollhättan–Vänersborg Umeå Växjö Vilhelmina Visby |
| 50 km1:2 974 000 |

## Statistiques
Pour des raisons techniques, il est temporairement impossible d'afficher le graphique qui aurait dû être présenté ici.

Voir la requête brute et les sources sur Wikidata.

## Compagnies aériennes et destinations
| Compagnies | Destinations |
| ---------- | ------------ |
| Jonair     | Luleå        |

## Transport terrestre
L'aéroport est 15 km à l'ouest de Pajala village. Taxi et de location de voitures sont disponibles. Le bus n ° 46 Gällivare–Pajala s'arrête à la route principale près de l'aéroport, mais seulement deux fois par jour.